# Kramgoa låtar 13
Kramgoa låtar 13 utkom 1985 och är ett studioalbum av det svenska dansbandet Vikingarna. Albumet väckte stort intresse i Norge, där populariteten började stiga. Albumet återutgavs 1988 och 1992 till CD.

## Vikingar i österled
Det statliga sovjetiska skivbolaget köpte 40 000 exemplar av "Kramgoa låtar 13".

## Låtlista
1. Millioner röda rosor (Million alych roz)
2. Aloha Oe Aloha Oe
3. Pendlaren Putte
4. Vår egen melodi
5. I Know Why Sun Valley Serenade
6. Näckens dotter
7. Så förlåt lilla vän
8. Siluetter (Papirsklip)
9. Äntligen är vi tillsammans
10. Flyg fri
11. Ole Lukkeøye
12. Himlen den får vänta än
13. Störst av allt är kärleken
14. Som en sommarvind

## Listplaceringar
| Lista (1985) | Topplacering |
| ------------ | ------------ |
| Sverige      | 12           |